# الانتحال العظيم (فلم 1935)
الانتحال العظيم (بالإنجليزية: The Great Impersonation) هو فيلم أبيض وأسود درامي أمريكي إنتاج عام 1935 أخرجه آلان كروسلاند وبطولة إدموند لوي وفاليرى هوبسون وويرا إنجلز. تم اقتباسه من رواية عام 1920 "الانتحال العظيم" للكاتب إي.فيليبس أوبنهايم، تدور احداث حول بارون ينتحل شخصية رجل آخر في إنجلترا قبل الحرب العالمية الأولى وشكوك الزوجة فيما إذا كان هذا زوجها العائد بعد فترة طويلة من الغربة في أفريقا، تم صنعه بواسطة يونيفرسال بيكشرز. تم إنتاج نسختين أخريين من القصة بنفس العنوان في عامي 1921 و 1942 على التوالي.

## فريق التمثيل
- إدموند لوي في دور السير إيفيرارد دوميني / البارون ليوبولد فون راغوستين
- فاليرى هوبسون في دور إليانور دوميني
- ويرا إنجلز في دور الأميرة ستيفاني إلدرستروم
- موراي كينيل في دور بحار
- هنري موليسون في دور إيدي بيلهام
- استير ديل في دور السيدة أنثينك

## روابط خارجية
- الانتحال العظيم  في قاعدة بيانات الأفلام على الإنترنت (بالإنجليزية)